# Hattori Seitaro
Hattori Seitaro (服部 誠太郎) (sinh ngày 11 tháng 9 năm 1954) là chính khách người Nhật Bản. Hiện tại, ông đang giữ chức vụ làm thống đốc tỉnh Fukuoka kể từ ngày 14 tháng 4 năm 2021.